# Mesostenus gravenhorstii
Mesostenus gravenhorstii là một loài tò vò trong họ Ichneumonidae.